# رقيب الشمس الأوروبي
رقيب الشمس الأوروبي حشيشة العقرب أو التنوم أو شجرة اليمام أو العقربانة (باللاتينية: Heliotropium europaeum) نوع نباتي يتبع جنس رقيب الشمس من الفصيلة الحِمحِمية.
موطنه المشرق العربي والمغرب العربي وأوروبا.

## الوصف النباتي
نبات عشبي حولي. أوراقه عادة ذات عروق غائرة في الوجه العلوي وبارزة في الوجه السفلي، والنورة انتهائية عنقودية ملتفة على شكل ذنب العقرب، والأزهار غالباً لاطئة، تتفتح في الربيع، والثمرة بنيدقة (بالإنجليزية: Nutlet). النبات سام.